# انفجار بزرگ (فیلم ۱۹۸۹)
انفجار بزرگ یا بیگ بنگ (به انگلیسی: Big Bang) یک فیلم مستند آمریکایی محصول سال ۱۹۸۹ به کارگردانی جیمز توباک است. این فیلم در ۱۱ مه ۱۹۹۰ به سینماها اکران شد و در ۶ اوت ۱۹۹۱ از پی‌بی‌اس پخش شد.